# Cláudio Fonseca (basquetebolista)
Cláudio dos Santos Fonseca, nascido em Lisboa a 22 de janeiro de 1989, é um jogador profissional de basquetebol que joga atualmente pelo Sporting Clube de Portugal.

## Palmarés
- 4 Campeonatos Nacionais
- 4 Taças de Portugal
- 5 Supertaças
- 1 Taça da Liga
- 3 Troféus António Pratas